# Isopslusfrö
Isopslusfrö, Corispermum hyssopifolium är en amarantväxtart som beskrevs av Carl von Linné. Isopslusfrö ingår i släktet lusfrön, och familjen amarantväxter. Utöver nominatformen finns också underarten C. h. pachypterum.